# Kohlenbach
Kohlenbach è un villaggio appartenente alla municipalità di Bergen del distretto di Celle, ubicata nel cuore della Landa di Luneburgo, in Bassa Sassonia (Germania).
Kohlenbach è sostanzialmente una  cascina situata sul bordo del comune di Eversen in un bosco chiamato Holz Garßener, ed è servita come locanda fino alla fine del diciottesimo secolo.

## Fonti
- Gädcke, Horst (1994). Eversen. Ein altes Dorf im Celler Land, 1994, ISBN 3930374021.
- Rathmann, Franz (1998). Dorfbuch Eversen. Ein Haus- und Lesebuch, 1998, ISBN 3921744091.

| Controllo di autorità | GND (DE) 7825057-2 |